# Malin Bång
Malin Astrid Elisabeth Bång (Savedalen, 15 de juliol de 1974) és una compositora sueca que actualment resideix a Estocolm. És una de les personalitats destacada en l'escena experimental internacional i la crítica l'ha considerat una de les compositores més idiosincràtiques i visionàries de la seva generació.
Va estudiar composició a l'Escola de Música de Kapellsberg 1993–1994, composició i piano a l'Acadèmia de Música de Piteå 1994–1998 (màster 1998), composició i instrumentació al Conservatori Nadia et Lili Boulanger de París 1997–1998 (diploma 1998), i composició a la Royal Academy of Music d'Estocolm 1999–2003 (màster 2003).
Malin escriu peces per conjunts instrumentals, orquestres i música electrònica. Descriu la seva música com: "una explosió del moviment i l'energia". Defineix el seu estil musical de la següent manera: "segons la seva quantitat de fricció per crear un espectre d'accions imprevisibles i contrastades, que van des del més íntim i amb prou feines audible fins al més dur i obstinat".
En les seves obres sovint incorpora objectes acústics per ampliar el món sonor i suggerir que un contingut musical pot ser modelat per quelcom valuós per a la finalitat artística. L'ampliació de la paleta instrumental de les seves partitures es troba en les obres: Hyperoxic (2011), Arching (2013), Underpassing (2018) o Inuti (2023).

## Educació musical
Els inicis de Malin Bang com a compositora van sorgir de manera força natural. Quan tenia sis anys, va dir als seus pares que necessitava un piano, i quan va fer la seva primera lliçó de música als set anys, va saber de seguida que allò era al que es volia dedicar. Ha mantingut aquesta idea des d'aleshores, sense gairebé cap digressió. Va saber molt avisat que la composició era la seva vocació, i no va ser casual que esdevingués compositora de música d'art.
Des dels deu anys, la música era essencialment tot el món de Malin. Passava tot el seu temps lliure dedicant-se a diverses activitats musicals. Va tocar el piano i el violí a l'escola de música i va cantar al cor. A l'escola secundària de música Hvitfeldtska de Göteborg va triar composició com a assignatura adicional. Després de l'escola secundària va assistir a l'Acadèmia de Música de Härnösand College on, sota la tutela de Peter Lyne, es va especialitzar en composició.
Més tard, Malin Bang va passar quatre anys estudiant composició a l'Escola de Música de Pitea; quatre anys al Royal College of Music d'Estocolm; i dos anys més a l'Acadèmia de Música i Drama de la Universitat de Göteborg, amb estudis a l'estranger a Berlín i París.

## Curious Chamber Players
Cap al final dels seus estudis a Estocolm, Malin, el director Rei Munakata (el seu marit) i el percussionista Martin Strand van formar el conjunt Curious Chamber Players. El conjunt, format per un flautista, un clarinetista, un percussionista, un guitarrista, un violoncel·lista i un director, aviat va deixar la seva empremta a l'escena musical europea.
Sempre a la recerca del no convencional, Curiours Chamber Players ha buscat, des dels seus inicis, un ampli ventall de nou repertori musical: de la complexitat detallada a la música casual; del minimalisme a la música sorollosa; de l'electrònica a la improvisació. El conjunt ha experimentat amb l'enquadrament de concerts i instal·lacions sonores amb un ús únic del temps i l'espai, cadascun diferent segons el lloc i la situació.
L'experimentació en el "so de conjunt" és el nucli de treball de la Curious Chamber Players. Projectes anteriors han inclòs treballs on els instruments es toquen amb dispositius motoritzats, o on els sons dels instruments són completament modificats mitjançant l'amplificació del prop. El grup també està ampliant el món de so mitjançant la integració d'objectes acústics com megàfons, llaunes d'alumini buides, estructures metàl·liques, bosses de paper, bols de cristall, rodes de bicicletes, maletes...
Curious Chamber Players ha actuat a festivals de música contemporània com Ultraschall, Forum Neue Musik i Deutsschlandfunk a Koln, Gaudeamus Musiekweek, IMPULS, New Directions, Time of Music a Viitasaari, Darmstadter Ferienskurse, Estonian Music Days, Extension Paris, Nordic Music Days i SPOR, aportant el seu propi sabor d'espontaneïtat i identitat a cada projecte que duen a terme.
Amb Malin Bang com a compositora resident i co-directora artística, el conjunt s'especialitza en col·laborar amb compositors innovadors de la generació més jove d'escandinàvia i també de la resta del món.
Els seus projectes recents inclouen la partitura del document kudzu/the sixth phase/, encarregada per Westdeutscher Rundfunk Koln, una gran peça d'orquestra composta per al Donaueschinger Musiktage 2018; i Ripost, per a l'Orquestra Simfònica de la Ràdio de Stuttgart (SWR) amb motiu d'un concert de celebració del 80è aniversari d'Helmut Lachenmann, així com també per un concert-retrat per al Festival Ultraschall el 2014.
Les seves obres han estat interpretades per formacions com CCP, Klangforum Wien, Ensemble Recherche, Ensemble Nikel, Aleph, Mosaik, SurPlus, Conterchamps i el Nadar Ensemble.
Alguns dels seus membres són: Anna Christensson, Frederik Munk Larsen, Hannah Tornell, Karolina Ohman, My Hellgreen i Rei Munakata.

## Structures of Light and Spruce (2018)
L'any 2018 publica el disc Structures of Light and Spruce el qual presenta 5 peces de llarga durada que ja havia compost anteriorment: structures of molten light (2011), Arching (2013), Palinode (2013), Purfling (2012) i Jasmonate.
En la primera peça, structures of molten light, catapulta a l'espectador a una situació urbana quotidiana, sorolls de motor i un paisatge sonor que acaba sent un retaule dibuixat amb instruments musicals. Per realitzar aquesta obra Malin va utilitzar gravacions de París, Estocolm i Tòquio. Material que disecciona i sotmet a una realització sonora instrumental. El resultat és una instantània realitat escenificada per un conjunt.
A l'obra de Palinode també hi apareix l'espai urbà. En aquest cas la compositora es centra en Berlin i la il·lumina en la constant transformació de les zones: Rummelsburg, Mauerpark, i la Kunsthaus Tacheles. Parteix de sons xiulants i aspres realitzats per la flauta baixa, el clarinet baix, el violoncel i objectes varis que creixen entre la concreció i l'abstracció.
La peça Jasmonate tracta sobre la Terra i fa una crida musical contra la despiadada destrucció del medi ambient. El jasmonat són unes fitohormones que generen les plantes en cas d'emergència ecològica i Malin intenta recrear aquestes hormones a través de la seva música.
En l'obra Arching utilitza taulells de fusta i un violoncel, instrument de corda fregada, així com música electrònica. En l'obra Purfling es fa anar un violí amplificat i també música electrònica. Ambdues peces integren específicament el procés de fabricació dels instruments. Des de la tala de l'arbre fins al serrador i el llimat. Invita a la reflexió de l'artesania.

## Projectes i premis
Malin va rebre el seu primer encàrrec al 2003 per a l'Ultima Music Festival d'Oslo, i des d'aleshores ha estat treballant en els seus projectes. El seu treball inclou música per a conjunts instrumentals, orquestra, música electrònica basada en enregistraments de camp i peces d'interpretació instrumental. Les seves obres es representen arreu del món.
El 2010, va rebre el Staubach Honoraria Prize i el Krainchsteiner Stipendienpreis per Turbid Motion al Festival de Dramstadt. El 2012, va ser convidada a completar una residència d'un any a Berlín amb el programa DAAD Berliner Künstler.
Habitualment visita acadèmies de Suècia i de l'estranger com a professora, i des de la tardor de 2018, és professora titular del departament de composició de l'Acadèmia de Música i Drama de Göteborg. A més a més, l'any 2020 va ser una de les professores de Darmstadter Ferienkurse.
Ha participat en múltiples classes magistrals; sobretot a Voix Nouvelles a Royaumont, l'Acadèmia d'estiu del Schloss Solitude de Stuttgard (Alemanya), l'Aleph Ensemble International Forum for Young Composers i el curs d'estiu de Dramstadt, estudiant amb Brian Ferneyhough, Gérard Grisey, Philippe Manoury, Philippe Capdenat, Chaya Czernowin, Walter Zimmermann, Friedrich Goldmann, Ole Lützow Holm, Pär Lindgreen i Jan Sandström, entre d'altres.
Actualment, Malin es troba inmersa en molts projectes com a conseqüència del reconeixement que ha assolit en els darrers anys. El seu treball recent l'emmarca com a compositora experimental i ecologista preocupada, lluitant contra la seva resignació a un planeta contaminat amb l'esperança d'un futur millor.

## Discografia

### Obres
- Faces and Moon Splinters (2005)
- La Grande Vita dei Fiori (2005)
- Ljomi (2006)
- Delta waves (2007)
- The Curious Collection (2007)
- Perpetual Revival (2007)
- Sparkling Box (2007)
- Cancion Esquirla (2007)
- My past, you are my breath, my... (2008)
- Alpha waves (2008)
- Resilience (2008)
- Sladspar (2009)
- Skugor, glanta, dan (2009)
- Revival in Relievo (2009)
- Glantor, Grenar (2009)
- Fireworks and Silverbirds (2009)
- Spine reaction (2010)
- Bakom, Bortom (2010)
- Encrusted (2010)
- Turbid Motion (2010)
- Epic Abrasion (2010)
- Split rudder (2011)
- Hyperoxic (2011)
- Structures of Molten Light (2011)
- Sophomore Structures of Molten Light (2012)
- Purfling (2012)
- Irimi (2012)
- Kobushi Burui (2012)
- Arching (2013)
- Palinode (2013)
- How long is now (2014)
- Avgar, pagar (2014)
- Ripost (2015)
- Shinai (2015)
- Shin-Shinai (2015)
- Kudzu (2017)
- Jasmonate (2017)
- Underpassing (2017/2018)
- Splinters of ebullient rebellion (2017/2018)
- Shinai Kiai (2018)
- Shinari Hara (2019)
- Blooming Brume (2020)
- I, Volcanic - Judith (2022)
- Mareld (2022)
- Sustinere (2023)
- Inuti (2023)
- Kaolin (2023)[12]

### Obres en curs
- Una nova obra més llarga per al conjunt noruec Cikada, que s'estrenarà al 2025.
- Una nova versió de l'òpera I, Volcanic amb la col·laboració de l'autora Mara Lee, per a orquestra completa, amb estrena a Sao Paolo el juliol de 2024.
- Un nou treball per a guitarra i orquestra amb el solista Frederik Munk Larsen en col·laboració amb les orquestres SWR Orchestra, Odense Symphony Orchestra i ERSO a Tallin, el 2026.
- Un nou treball per al trio Pony Says, per al 2025.[12]